# دانشگاه حیدرآباد
دانشگاه حیدرآباد، (به انگلیسی University of Hyderabad) نام یکی از دانشگاه‌های معتبر هندوستان در شهر حیدرآباد است و در سال ۱۹۷۴ میلادی (۱۳۵۴ خورشیدی) تأسیس شده‌است و بیشتر، در مقاطع کارشناسی ارشد و دکترا دانش‌جو می‌پذیرد.
این دانشگاه دارای ۴۶ گروه آموزشی و ۴۰۰ دانشکده می‌باشد و با داشتن ۵۰۰۰ دانش‌جو، از دانشگاه‌های بزرگ حیدرآباد و ایالت تلنگانا به شمار می‌رود. دانشگاه حیدرآباد در شمار ۱۰۰ دانشگاه برتر آسیا نیز قرار دارد.
از شاخه‌هایی که در این دانشگاه تدریس می‌شوند می‌توان به این موارد اشاره کرد:
- علوم پایه
- علوم کاربردی
- علوم پزشکی
- علوم مهندسی
- علوم اجتماعی
- علوم انسانی
- هنر
- هنرهای زیبا
- مطالعات رسانه و ارتباطات.